# Аухадов, Апти Хамзатович
Апти́ Хамза́тович Ауха́дов (18 ноября 1992 года, Урус-Мартан, Чеченская Республика, Российская Федерация) — российский тяжелоатлет, чемпион России, Европы и мира, победитель Универсиады в Казани. Заслуженный мастер спорта России.

## Биография
Тренируется под руководством своего отца — Хамзата Аухадова. В 14 лет выполнил норматив мастера спорта России, показав 72,5 + 90 в категории 46 кг. В 17 лет выполнил норматив мастера спорта России международного класса, подняв 170 + 210 в категории 85 кг.
В сборной команде России с 2005 года. Серебряный призёр чемпионата Европы 2011 года, серебряный призёр первенства мира среди юниоров 2011 года, Чемпион мира 2010 года среди юниоров, серебряный призёр первенства Европы 2009 года среди юниоров. Чемпион России 2010 года среди юниоров. Обладатель Кубка России 2010 года. Чемпион России 2015 года.
3 августа 2012 года завоевал серебряную медаль на летних Олимпийских играх 2012 года в Лондоне. Победитель Универсиады 2013 года в Казани. Чемпион Европы 2013 года в Тиране. Чемпион мира 2013 года во Вроцлаве.
18 октября 2016 года по решению МОК был лишён олимпийской медали из-за того, что в его допинг-пробе были обнаружены запрещённые препараты. В ответ Аухадов заявил, что подчиняется решению олимпийского комитета.
Обладатель Кубка России 2019 года.

## Спортивные достижения
| Олимпийские игры   |                  |                   |           |            |           |       |
| Год                | Место проведения | Весовая категория | Рывок, кг | Толчок, кг | Сумма, кг | Место |
| 2012               | Лондон           | 85 кг             | 175       | 210        | 385       | DSQ   |
| Чемпионаты мира    |                  |                   |           |            |           |       |
| 2013               | Вроцлав          | 85 кг             | 175       | 212        | 387       |       |
| 2015               | Хьюстон          | 85 кг             | 168       | 212        | 380       |       |
| Чемпионаты Европы  |                  |                   |           |            |           |       |
| 2011               | Казань           | 85 кг             | 173       | 212        | 385       |       |
|                    |                  |                   |           |            |           |       |
| 2013               | Тирана           | 85 кг             | 173       | 215        | 388       |       |
| Летняя Универсиада |                  |                   |           |            |           |       |
| 2013               | Казань           | 85 кг             | 168       | 205        | 372       |       |
| Чемпионаты России  |                  |                   |           |            |           |       |
| 2015               | Старый Оскол     | 85 кг             | 170       | 210        | 380       |       |

## Дисквалификация
В 2023 году Аухадов дисквалифицирован на полтора года за нарушения антидопинговых правил. Расследование нарушения антидопинговых правил велось в рамках дела о базе данных Московской антидопинговой лаборатории (LIMS).

## Награды
- Медаль ордена «За заслуги перед Отечеством» I степени (13 августа 2012) — за большой вклад в развитие физической культуры и спорта, высокие спортивные достижения на Играх XXX Олимпиады 2012 года в городе Лондоне (Великобритания)[4].
- Заслуженный мастер спорта России (20 августа 2012)[5].
- Почётная грамота Президента Российской Федерации (19 июля 2013) — за высокие спортивные достижения на XXVII Всемирной летней универсиаде 2013 года в городе Казани[6].
- Медаль «За заслуги перед Чеченской Республикой» (7 сентября 2016)[7]
- Почётный знак «За трудовое отличие» (25 июня 2021) — за высокие спортивные достижения, получившие международное признание